# Alvignano
Alvignano ist eine italienische Gemeinde (comune) mit 4450 Einwohnern (Stand 31. Dezember 2023) in der Provinz Caserta in Kampanien. Die Gemeinde liegt etwa 20 Kilometer nördlich von Caserta an den Monti Trebulani. Die nördliche Gemeindegrenze bildet der Volturno. 

## Geschichte
Der Name der Gemeinde geht auf den Römer Marcus Aulus Albino zurück, der sich hier nahe der antiken Stadt Cubulteria niederließ. Cubulteria, das im heutigen Gemeindegebiet lag, ist eine der größeren archäologischen Grabungsanlagen in Kampanien.
Aus dem ausgehenden Mittelalter stammt die aragonesische Burganlage.

## Verkehr
Durch die Gemeinde führt die Strada Statale 372 Telesina von Caianello Richtung Benevento. Die frühere Strada Statale 158 della Valle del Volturno ist hier zur Provinzstraße herabgestuft. An der Bahnstrecke von Santa Maria Capua Vetere nach Piedimonte Matese besteht neben dem Bahnhof in Alvignano noch in der kleinen Ortschaft Villa Ortensia ein weiterer Bahnhof in der Gemeinde.